# Apóstolos Véllios
Apóstolos Véllios (en grec : Απόστολος Βέλλιος, né le 8 janvier 1992 à Thessalonique, est un footballeur international grec qui évolue au poste d'attaquant au PEC Zwolle.

## Biographie
Après avoir commencé sa carrière professionnelle dans son pays natal avec l'Iraklis Thessalonique, il rejoint le club d'Everton en Premier League en janvier 2011.
Après avoir joué seulement trois matchs lors de sa première saison, il joue plus régulièrement lors de sa deuxième. Lors de cette campagne, il marque ses deux premiers buts.

### Sélection
Véllios est d'abord sélectionné avec l'équipe grecque des moins de 17 ans avec laquelle il dispute trois matchs entre 2008 et 2009. Il est ensuite sélectionné à quatorze reprises (sept buts) en sélection des moins de 19 ans.
Il est ensuite sélectionné en équipe espoirs pour la première fois en 2011.
Le 29 mars 2016, Véllios honore sa première sélection avec l'équipe de Grèce à l'occasion d'un match amical remporté 2-3 contre l'Islande.

## Statistiques
| Saison    | Club              | Pays               | Championnat         | Coupes nationales | Coupes continentales | Sélection |
| --------- | ----------------- | ------------------ | ------------------- | ----------------- | -------------------- | --------- |
| 2008-2009 | Iraklis           | Super League       | 1 match             | -                 | -                    | -         |
| 2009-2010 | Iraklis           | Super League       | 9 matchs / 2 buts   | -                 | -                    | -         |
| 2010-2011 | Iraklis           | Super League       | 12 matchs / 2 buts  | -                 | -                    | -         |
| 2010-2011 | Everton           | Premier League     | 3 matchs            | -                 | -                    | -         |
| 2011-2012 | Everton           | Premier League     | 13 matchs / 3 buts  | 1 match           | -                    | -         |
| 2012-2013 | Everton           | Premier League     | 6 matchs            | -                 | -                    | -         |
| 2013-2014 | Blackpool         | Championship       | 2 matchs            | -                 | -                    | -         |
| 2014-2015 | Lierse            | Jupiter Pro League | 13 matchs / 1 but   | 1 match           | -                    | -         |
| 2014-2015 | Vestsjælland      | Superligaen        | 16 matchs / 3 buts  | 4 matchs / 3 buts | -                    | -         |
| 2015-2016 | Iraklis           | Super League       | 27 matchs / 11 buts | 4 matchs / 2 buts | -                    | 3 matchs  |
| 2016-2017 | Nottingham Forest | Championship       | 28 matchs / 6 buts  | 3 matchs          | -                    | 3 matchs  |
| 2017-2018 | Nottingham Forest | Championship       | 12 matchs / 1 but   | 2 matchs / 1 but  | -                    | 2 matchs  |

Dernière mise à jour le 14 août 2018